# Nelson Motta

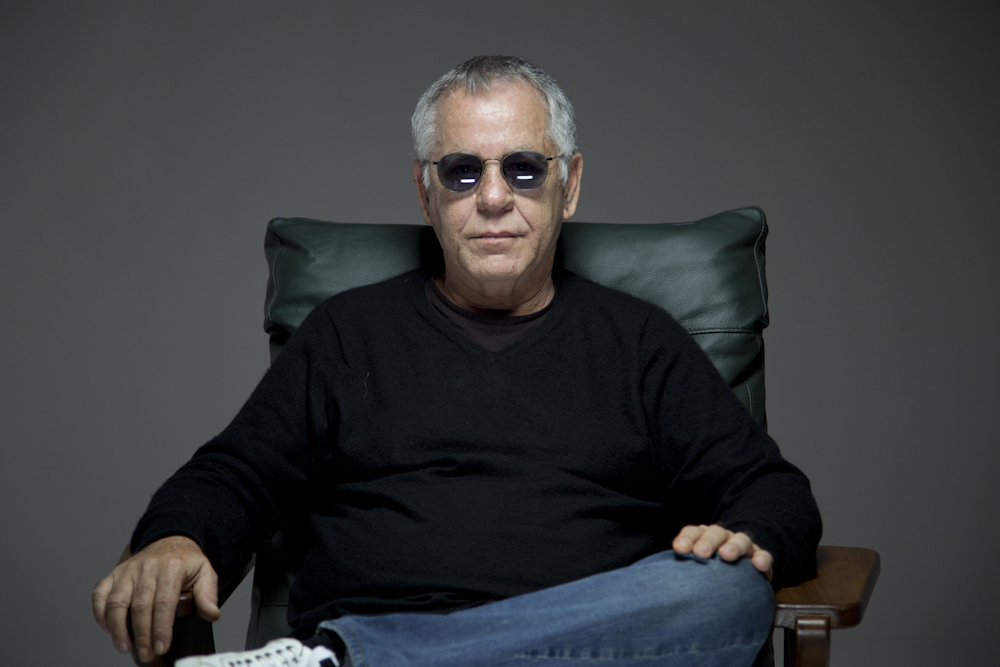
Nelson Motta in 2010

Nelson Cândido Motta Filho (São Paulo, 29 oktober 1944) is een Braziliaans journalist, muziek- en theaterproducent en schrijver.

## Biografie
Nelson Motta is de zoon van Maria Cecília Motta en Nelson Cândido Motta. Hij is geboren in São Paulo, maar verhuisde met zijn ouders naar Rio de Janeiro toen hij 6 jaar was.
In 1966 won hij de nationale voorronde van het Festival Internacional da Canção ("Internationale Festival van het Lied") met het nummer Saveiros. Dit had hij geschreven met Dori Caymmi. Het werd uitgevoerd door haar zus Nana Caymmi. In de jaren die daarop volgde was Motta een belangrijk figuur in de bossa-novabeweging. Hij werkte samen met artiesten als Dori Caymmi, Edu Lobo, Lulu Santos, Rita Lee en Djavan.
In de jaren '80 presenteerde hij het rockprogramma Sábado Som ("Zaterdaggeluid") voor het nationale televisienetwerk Rede Globo. Ook als journalist voor de krant O Globo schreef hij over de Braziliaanse rockmuziek. Hij produceerde het festival Hollywood Rock. Ook lanceerde hij de artieste Marisa Monte. Later werkte hij mee aan het muziekprogramma Manhattan Connection op televisie en het radioprogramma Sintonia Fina.
Hij produceerde verschillende musicals, waaronder Dancing Days (met Ruban Barra), Como uma Onda (met Lulu Santos) en Coisas do Brasil (met Guilherme Arantes). Hij regisseerde shows in binnen- en buitenland.
Hij is producent voor verschillende artiesten binnen de Música Popular Brasileira, waaronder Elis Regina, Gal Costa en Daniela Mercury. Hij is de ontdekker van Marisa Monte.
Verder was hij artistiek directeur van de Braziliaanse tak van Warner Music en producent bij PolyGram.
Van zijn boek Noites Tropicais ("Tropische nachten") zijn meer dan 100.000 exemplaren verkocht. Hij is bezig om dit te bewerken tot televisiedocumentaire. Van zijn boek Bandidos e Mocinhas ("Bandieten en meisjes") schrijft hij het filmscript.
Nelson Motta is vier keer getrouwd geweest. Hij heeft 3 dochters en 3 kleinkinderen.